# Anticafé
Ne doit pas être confondu avec Anti-café.
 (février 2025).
Anticafé est une start-up française leader dans le secteur du café-coworking fondée en 2013 par Leonid Goncharov, un Ukrainien diplômé de l'ESCP Europe. En 2019, le réseau Anticafé boucle la deuxième levée de fonds de son histoire auprès de Nexity et de Raise pour un montant de 1,7 million d'euros, destinée à accélérer le programme d'ouvertures. 